# Anolis gorgonae
Anolis gorgonae je vrsta guštera iz porodice Dactyloidae. A. gorgonae spada u kladu Dactyloa, u kojem su sve vrste visoko arborealne, ali se razlikuju po veličini, boji i preferencijama staništa. A. gorgonae posebno zauzima viša mjesta. To je mala vrsta koja je "gotovo ugrožena" i nalazi se samo na otoku Gorgoni, u kolumbijskom Pacifiku.

## Stanište
Preferirano prirodno stanište A. gorgonae je šuma, na nadmorskim visinama od razine mora do 100 metara.

## Opis
Oba spola A. gorgonae su uglavnom čisto plave boje, što je vrlo rijetko kod guštera. Mužjakov podbradak je čisto bijele boje. Barem neke jedinke imaju niz tamnijih pjegavih mrlja na glavi i vratu. Plavi anol je jedinstven među svim anolima zbog svoje jarko plave boje i manje veličine, te je tanji od ostalih Dactyloa  Plavi anol se uglavnom nalazi unutar naseljenog područja na otoku, gdje se vidi u otvorenim granama drveća. Također voli biti na deblima drveća.

## Razmnožavanje
A. gorgonae je oviparna.

## Status zaštite
Zbog izoliranog okruženja i neuhvatljive prirode vrste A. gorgonae, koja uglavnom živi u prašumama visoko iznad tla, bilo je teško točno procijeniti njezinu populaciju. Često postaje žrtvom unesenog guštera crvenoglavog baziliska, a može postati i žrtvom unesenih štakora, mačaka i kapucinskih majmuna. Najveća šteta na njegovom staništu dogodila se kada je 1950-ih izgrađen zatvor, ali od 1984. cijeli otok je zaštićeni nacionalni park. Predloženo je da se neke jedinke uhvate za program uzgoja u zatočeništvu.

## Daljnje čitanje
- Barbour T (1905). "The Vertebrata of Gorgona Island, Colombia. V. Reptilia and Amphibia". Bulletin of the Museum of Comparative Zoölogy at Harvard College 46 (5): 98–102. (Anolis gorgonae, new species, pp. 99–100).
- Nicholson KE, Crother BI, Guyer C, Savage JM (2012). "It is time for a new classification of anoles (Squamata: Dactyloidae)". Zootaxa 3477: 1–108. (Dactyloa gorgonae, new combination, pp. 10, 82, 94, 98).
- World's only pure blue lizard at risk of extinction
- Blue Anolis and Basilisk